# گمینا پژوورنو
گمینا پژوورنو (به لهستانی:  Gmina Przeworno) یک گمینا در لهستان است که در شهرستان ستژلین واقع شده‌است. گمینا پژوورنو ۱۱۱٫۹۶ کیلومتر مربع مساحت و ۵٬۲۵۵ نفر جمعیت دارد.